# Stary Dwór (województwo mazowieckie)
Stary Dwór – wieś w Polsce położona w województwie mazowieckim, w powiecie węgrowskim, w gminie Wierzbno. Ma status sołectwa. Miejscowość położona jest na południowym krańcu gminy, przy granicy z gminą Kałuszyn.
Wierni Kościoła rzymskokatolickiego należą do parafii św. Bartłomieja Apostoła w Grębkowie.
W latach 1975–1998 miejscowość położona była w województwie siedleckim.